# Manuel Rigoberto Paredes
Manuel Rigoberto Paredes Iturri (geb. 17. April 1870 in Puerto Carabuco, Provinz Eliodoro Camacho; gest. 17. Mai 1951 in La Paz) war ein bolivianischer Volkskundler, Ethnograph, Historiker, Essayist und Politiker.

## Leben und Werk
Manuel Rigoberto Paredes wurde am 17. April 1870 in der Hafenstadt Carabuco (Dept. La Paz) geboren. Er gilt als der bedeutendste Forscher der bolivianischen Kulturanthropologie und Folklore. In seinen Studien war er der Vorreiter, nach ihm kamen andere, aber es gab bis heute keinen wie Paredes, der es verstand, in die Seele der Eingeborenen einzudringen und die kulturellen Werte wiederzubeleben, die noch in den Aymara- oder Quechua-Indianern fortbestehen. Sein Œuvre umfasst vierzig Titel, von denen viele von aktuellem Interesse sind.
Als besonders aufschlussreich für das Verständnis der Volksseele ist sein Mitos, supersticiones y supervivencias populares (Mythen, Aberglaube und Überbleibsel des Volkes in Bolivien), das ursprünglich 1920 veröffentlicht wurde und vielleicht sein beliebtestes und bekanntestes Buch ist.
Sein Buch La Altiplanicie bietet einen umfassenden Überblick über die Ethnographie und Soziologie der Aymara-Gemeinschaft im bolivianischen Altiplano.
Seine Studie Trajes y armas indígenas (Indigene Trachten und Waffen) liefert einen kurzen Überblick über die Trachten und Kleidungsstücke der Andengemeinschaften, von den primitiven Überresten von Trachten und Waffen über die Inkazeit bis hin zur Kolonialzeit.

## Publikationen (Auswahl)
- Mitos, supersticiones y supervivencias populares de Bolivia (1920), Vorwort von Belisario Díaz Romero Digitalisat
- La Altiplanicie: Anotaciones etnográficas, geográficas y sociales de la comunidad Aymara. Postuma, Bolivia, 1965
- Trajes y armas indígenas. Isla, La Paz, 1964